# Modialis prasinella
Modialis prasinella är en skalbaggsart som beskrevs av Leon Fairmaire och Germain 1860. Modialis prasinella ingår i släktet Modialis och familjen Melolonthidae. Inga underarter finns listade i Catalogue of Life.